# Commission d'enquête sur l'octroi et la gestion des contrats publics dans l'industrie de la construction
La Commission d'enquête sur l'octroi et la gestion des contrats publics dans l'industrie de la construction, plus familièrement commission Charbonneau ou CEIC, est créée le 19 octobre 2011 par le gouvernement de Jean Charest, libéral, dans le but « d'alimenter la preuve, de faire connaître les stratagèmes de corruption et de collusion, de protéger les témoins et les victimes et d'assurer de meilleures pratiques dans l'avenir ». Le processus est présidé par la juge France Charbonneau et a un mandat de deux ans.
La commission d'enquête est initialement décrétée à l'extérieur de la Loi québécoise sur les commissions publiques d'enquêtes. Le gouvernement pouvait par ce fait retirer le droit de forcer à comparaître et l'immunité juridique donnée aux propos tenus lors de la commission. Décriées par l'opposition, ces conditions sont révoquées le 9 novembre 2011 à la suite de la demande de la juge France Charbonneau. De plus, le gouvernement annonce à ce moment la nomination de deux sous-commissaires : Roderick Macdonald, professeur de droit constitutionnel à l'Université McGill, et Renaud Lachance, vérificateur général du Québec depuis 2004.
Le 24 novembre 2015, la commission d'enquête remet son rapport final, lequel contient 60 recommandations.

## Contexte
À la fin des années 2000, des médias commencent à révéler des cas de discrimination, d'intimidation, de collusion, de corruption et de liens avec le crime organisé au sein de l'industrie de la construction québécoise,,,,,.
En 2009, l'émission de journalisme d'enquête Enquête et le journal Rue Frontenac mettent au jour des scandales de collusion et de corruption liant l'entrepreneur Tony Accurso avec, entre autres, la FTQ-Construction, et l'administration de la ville de Montréal, notamment concernant le scandale des compteurs d'eau et le politicien Benoit Labonté, au moment où ce dernier entamait sa course à la direction du parti Vision Montréal,,.
Cette série de révélations entraîne la revendication de la création d'une commission d'enquête publique par plusieurs acteurs d'importance de la société civile québécoise, dont notamment les partis d'opposition de l'Assemblée nationale et les élus municipaux de la ville de Montréal,,.
Le gouvernement Charest refuse d'abord la création d'une commission d'enquête et propose des solutions alternatives telles la création de l'escouade Marteau et de l'Unité permanente anticorruption (UPAC). Il sera ensuite découvert par des journalistes de Radio-Canada en 2014 que l'UPAC avait lancé une enquête sur Jean Charest, l'enquête Mâchurer, qui portait sur une activité de financement du Parti libéral du Québec auprès de SNC-Lavalin pour récolter la somme de 50 000 $ par l'entremise de prête-noms.
En octobre 2011, soumis à une énorme pression après la fuite du rapport explosif commandé à Jacques Duchesneau, Jean Charest annonce finalement la création d'une commission d'enquête.

## Mandat de la commission
Le mandat de la commission se lit comme suit:

« - d'examiner l'existence de stratagèmes et, le cas échéant, de dresser un portrait de ceux-ci qui impliqueraient de possibles activités de collusion et de corruption dans l'octroi et la gestion de contrats publics dans l'industrie de la construction incluant notamment les organismes et les entreprises du gouvernement et les municipalités, incluent des liens possibles avec le financement des partis politiques
- de dresser un portrait de possibles activités d'infiltration de l'industrie de la construction par le crime organisé
- d'examiner des pistes de solution et de faire des recommandations en vue d’établir des mesures permettant d’identifier, d’enrayer et de prévenir la collusion et la corruption dans l’octroi et la gestion des contrats publics dans l’industrie de la construction ainsi que l’infiltration de celle-ci par le crime organisé. »

## Rôle des médias

### Les médias au cœur de la commission Charbonneau
L’émission de journalisme d’enquête, Enquête est diffusée sur les ondes de Radio-Canada et se concentre sur plusieurs sujets, dont la société, l’économie, la politique et d’autres. Leur but est de dévoiler les faits de société qui nuisent à la collectivité et qui tentent d’être cachés, bref de faire sortir la vérité. Ce fut le cas pour les scandales de collusion dans les contrats de la construction publique, qui furent plus tard l’élément central de la commission Charbonneau. Un reportage de la journaliste d’enquête Marie-Maude Denis, diffusé le 11 novembre 2010 mettait en lumière un « prêt illégal » versé à l’entrepreneur Tony Accurso par les dirigeants de la Fédération des travailleurs et travailleuses du Québec. Ce prêt aurait servi à financer l’achat d’un immeuble à condo dans lequel certains haut placés de la FTQ y auraient élu domicile, ainsi que des membres de leur famille et amis. L’année précédente, en mars 2009, Radio-Canada avait présenté un reportage qui affirmait que Accurso et le président de la FTQ, Michel Arsenault, entretenaient des liens qualifiés d’« étonnants », dans l’optique où les entreprises de M. Accurso étaient grandement subventionnées par les fonds de la FTQ. Entre autres, l’enquête de Marie-Maude Denis avait aussi avancé l’existence d’un réseau de collusion parmi les plus gros entrepreneurs montréalais. Les ententes et le partage de contrat permettaient de faire monter de 20 à 30 % les coûts de construction.
Le 30 septembre 2009, un exclusif de Fabrice de Pierrebourg, un des journalistes de Rue Frontenac a été publié sur le site du journal. Déjà qu’il avait été mentionné à plusieurs reprises dans les médias pour ses nombreuses relations d’affaires avec certains hauts dirigeants de la FTQ, le nom de Tony Accurso est revenu en ondes alors que l’entrepreneur avait été vu en compagnie de Benoît Labonté, chef de parti de Vision Montréal. Labonté voyait déjà à possiblement prendre la place du maire sortant, Gérald Tremblay. Lorsqu’il avait été questionné par le journaliste sur sa rencontre avec Accurso, Labonté avait tenté de démentir et paraissait « irrité » que le journaliste tienne tout de même à publier son article. Le 3 juin 2009, le chef de parti avait démissionné pour laisser sa place à Louise Harel.
D’autres preuves de corruption dans le domaine des travaux publics ont surgi au cours de l’année 2009 à Montréal. Des journaux comme Radio-Canada, La Presse, Le Devoir et Rue Frontenac ont collaboré dans le cadre d’enquêtes sur la fraude et les pots-de-vin. Parmi ceux-ci, on retrouve le scandale des compteurs d’eau, au cours duquel les noms de Benoît Labonté, Tony Accurso, Gérald Tremblay, ainsi que plusieurs autres sont ressortis du lot, et ont été des éléments clés à la Commission Charbonneau. Selon Jean Baillargeon, un expert-conseil en communication stratégique et en gestion d’enjeux, la Commission n’aurait jamais vu le jour sans l’apport des journalistes d’enquête, principalement par manque de ressources dans le domaine de la construction.
En plus d’avoir été les premiers à mettre en lumière les agissements douteux des dirigeants de la FTQ, les médias, particulièrement à la télévision et dans les journaux, ont joué un rôle important tout au long de la Commission. L’ouverture d’une commission publique obligeait l’accès aux différents dossiers ainsi qu’aux nombreux témoignages, qui avaient été enregistrés, à la population québécoise. Le devoir des médias étant d’informer le public, les médias ont été responsables de la diffusion des interrogatoires menés par la juge Charbonneau.
Les médias écrits ont également eu leur importance dans la Commission. L’écriture médiatique permettait de rapporter, mais également de commenter, les témoignages qui ont mené à l’écriture du rapport final et aux différentes recommandations de la Commission. Un journaliste du Devoir, Brian Myles, avait été l’envoyé du journal à la Commission et avait même été invité à comparaître en tant que vice-président de la Fédération professionnelle des journalistes du Québec.

### Tentatives de censure
Peu de temps après la diffusion des premiers scandales de l’émission Enquête et du journal Rue Frontenac, différents journaux ont reçu des menaces d’enquête policière au sujet de leurs sources. Les journaux principalement visés avaient aidé, grâce à leurs reportages, à la création de la commission Charbonneau. Chantal Francoeur, professeure de journalisme à l'UQAM, insiste sur le fait qu’« il y a des règles de déontologie et d’éthique à respecter avant d’accepter qu’une source conserve l’anonymat. »
D’autres tentatives de la part de la Commission elle-même ont cherché à faire taire les médias. Parmi celles-ci, des règles exceptionnelles de huis clos et des interdits de publication ont été imposés. La commission Charbonneau a, par la suite, remis (sous réserve) les audiences publiques, à la suite des demandes des médias qui soutenaient que ces mesures allaient à l’encontre de la règle 37. La règle 37 des procédures de la Commission d’enquête sur l’octroi et la gestion des contrats publics dans l’industrie de la construction stipule que « Les audiences de la Commission sont publiques. Les commissaires peuvent cependant, lorsque les circonstances l’exigent, imposer le huis clos ou émettre une ordonnance interdisant la divulgation, la publication ou la communication de tout témoignage, document ou élément de preuve pour assurer notamment » la sécurité, l’ordre et le respect des partis.

## Chronologie
Selon l'ex-entrepreneur Lino Zambito, 3 % de la valeur des contrats octroyés allaient dans les coffres d'Union Montréal, le parti municipal au pouvoir depuis 2001. L'argent transitait par Nicolo Milioto, propriétaire de Mivela Construction, décrit comme la courroie de transmission entre la mafia et l'industrie de la construction. Ce système avait été créé par Bernard Trépanier, egalement appelé « Monsieur 3 % » qui était alors le directeur de Financement d'Union Montréal .
Gilles Surprenant, un ex-ingénieur à la retraite de la ville de Montréal a reconnu avoir empoché de nombreux pot de vin.
Surprenant s'était lui-même surnommé « Monsieur TPS », ce qui signifiait « taxe pour Surprenant » parce qu'il recevait une ristourne équivalant à 1 % de la valeur des contrats truqués par les membres d'un cartel actif dans le domaine des canalisations.
Entre 2000 et 2008, il aurait reçu plus de 700 000 $ en pot de vin, en plus de voyages, billets de saison du Canadien de Montréal.
Les firmes Construction Garnier, Constructions Infrabec, Conex Construction routière, Construction Frank Catania et Associés, Construction Catcan, Mirabeau Construction, Bentech, Excavations Super, Construction A.T.A. et TGA Montréal faisaient partie de ce système de collusion.
Les travaux de conduites d'eau et d'égout pourraient coûter jusqu'à 85,5 % plus cher à Montréal que dans d'autres villes du Québec.
Entre le début de l'année 2000 et juin 2005, 97 % des contrats de construction étaient truqués.
Le jeudi 25 octobre 2012, à la fin de son témoignage, Surprenant s'excuse auprès de ses concitoyens de les avoir floués .
Le ministère des Transports et le ministère des Affaires municipales ont été floués de 200 000 $ dans un stratagème de falsification d'extras lors de la réalisation de travaux d'égouts et d'aqueduc par la firme de génie-conseil BPR dans la petite municipalité de Saint-Gilles-de-Lotbinière au milieu des années 2000.
Le commissaire Roderick Macdonald est décédé en juin 2014.
Au départ, le décret prévoyait la remise d’un rapport final le 19 octobre 2013. Au mois de mars 2013, le gouvernement péquiste de Pauline Marois a accordé une prolongation de 18 mois, jusqu’au 19 avril 2015. Le 28 janvier 2015, le gouvernement libéral accordait une nouvelle prolongation de 7 mois. Le rapport final devait être déposé au plus tard le 30 novembre 2015.
La commission, créée par un premier décret du 19 octobre 2011 et modifié le 9 novembre 2011, a conduit 261 journées d'audience, entendu 292 témoins et reçu 151 mémoires.

## Rapport
Le rapport a finalement été rendu public le 24 novembre 2015. Il compte 1741 pages.
Le dépôt du rapport a notamment été marqué par la dissidence du commissaire Renaud Lachance sur l'existence d'un lien entre "le versement de contributions politiques et l’octroi des contrats au niveau provincial".
Le rapport est divisé en quatre tomes. Le premier tome identifie le contexte de la Commission, alors que le second fait un résumé des faits entendus. Le troisième identifie les stratagèmes, les causes, les conséquences et les recommandations. Le dernier tome regroupe des documents de référence.

## Recommandations
Le rapport final de la Commission a formulé 60 recommandations structurées selon 5 axes d'intervention.
Voici certaines des recommandations:
1. Revoir l’encadrement de l’octroi et de la gestion des contrats publics
1. Création d'une instance nationale d’encadrement des marchés publics
2. Améliorer les activités de prévention et de détection et l'importance des sanctions
8. Améliorer le régime de protection des lanceurs d’alerte
23. Accélérer les efforts d’accroissement de l’expertise interne au ministère
des Transports du Québec
26. Ajouter les municipalités de moins de 100 000 habitants au champ de compétence du Vérificateur général du Québec
29. Rendre obligatoire la formation en éthique et déontologie pour les membres d'un ordre professionnel.
3. Placer le financement des partis politiques à l’abri des influences
38. Modifier la Loi électorale afin que le rapport financier annuel du parti ou de chaque instance soit signé par le chef du parti
4. Favoriser la participation citoyenne
50. Adopter une loi permettant aux citoyens de poursuivre les fraudeurs au nom de l’État.
51. Adopter des dispositions limitant les exceptions au caractère public des délibérations des élus municipaux
52. Obliger les municipalités à diffuser sur Internet les règlements municipaux
53. Imposer un délai minimal pour le dépôt au conseil municipal des documents relatifs à l’octroi des contrats publics
5. Renouveler la confiance envers les élus et les serviteurs de l’État
54. Regrouper au sein d’un même organisme les instances de contrôle et d’application des règles d’éthique et de lobbyisme de l’État québécois et de ses municipalités

## Réaction au rapport
Le premier ministre du Québec Philippe Couillard s'est rallié à l'opinion du commissaire Lachance sur l'absence de lien entre le financement politique et l'octroi de contrats publics. Le premier ministre a « accueilli favorablement les recommandations de la Commission ». L'opposition officielle s'est aussi ralliée aux recommandations et a invité « le gouvernement à agir aussitôt que possible ».
Le gouvernement a annoncé son intention d'appliquer partiellement une des recommandations du rapport sur les lanceurs d'alerte. La portée du projet de loi a cependant été jugée trop restreinte par plusieurs acteurs,,. Le gouvernement ne s'est pas encore prononcé en ce qui concerne les autres recommandations du rapport.